# Restless
Restless je treći studijski album repera Xzibita. Objavljen je 12. prosinca 2000. godine i na Billboard 200 debitirao je na 14. mjestu. U prvom tjednu je prodao 204,000 primjeraka. Ukupno je prodao oko 1 milijun primjeraka diljem svijeta. 

## Popis pjesama
| #  | Naziv                      | Gost(i)                        | Producent(i)                   | Trajanje |
| -- | -------------------------- | ------------------------------ | ------------------------------ | -------- |
| 1  | "Intro/Restless"           |                                | Sir Jinx, Thayod Ausar         | 1:15     |
| 2  | "Front 2 Back"             |                                | Rockwilder                     | 3:02     |
| 3  | "Been a Long Time"         | Nate Dogg                      | Battlecat                      | 3:57     |
| 4  | "U Know"                   | Dr. Dre                        | Dr. Dre, Nottz (Co)            | 3:26     |
| 5  | "X"                        | Snoop Dogg                     | Dr. Dre, Mel-Man, Scott Storch | 4:15     |
| 6  | "Alkaholik"                | Erick Sermon Tha Alkaholiks    | Erick Sermon                   | 3:39     |
| 7  | "Kenny Parker Show 2001"   | KRS-One                        | Thayod Ausar, Xzibit           | 4:45     |
| 8  | "D.N.A. (Drugs-N-Alkahol)" | Snoop Dogg                     | Rick Rock                      | 4:37     |
| 9  | "Double Time"              |                                | Erick Sermon                   | 2:50     |
| 10 | "Don't Approach Me"        | Eminem                         | Eminem                         | 4:36     |
| 11 | "Rimz & Tirez"             | Defari Goldie Loc Kokane       | Soopafly                       | 4:52     |
| 12 | "Fuckin' You Right"        | additional vocals by Tray Deee | Soopafly                       | 3:42     |
| 13 | "Best of Things"           |                                | Dr. Dre                        | 3:20     |
| 14 | "Get Your Walk On"         |                                | Mel-Man, Battlecat             | 3:39     |
| 15 | "Sorry I'm Away So Much"   | DJ Quik Suga Free              | DJ Quik                        | 3:59     |
| 16 | "Loud & Clear"             | Butch Cassidy Defari King T    | Battlecat                      | 3:33     |

## Singlovi s albuma
| Informacije                                                               |
| ------------------------------------------------------------------------- |
| "Front 2 Back" - Objavljen: 25. rujna, 2000. - B-strana:                  |
| "Don't approach me" - Objavljen: 2000. - B-strana:                        |
| "X" - Objavljen: 12. prosinca, 2000. - B-strana: "X" (Remix)              |
| "Get Your Walk On" - Objavljen: 8. siječnja, 2001. (Austrija) - B-strana: |

## Album na top listama
| Godina | Album    | Pozicija na top listama | Pozicija na top listama | Pozicija na top listama |
| Godina | Album    | Billboard 200           | Top R&B/Hip Hop Albums  |                         |
| 2000.  | Restless | #12                     | #1                      |                         |

## Singlovi na top listama
| Godina | Pjesma         | Pozicija na top listama | Pozicija na top listama          | Pozicija na top listama |                 |
| Godina | Pjesma         | Billboard Hot 100       | Hot R&B/Hip-Hop Singles & Tracks | Hot Rap Singles         | Rhythmic Top 40 |
| 2000.  | "X"            | #76                     | #32                              | #36                     | #23             |
| 2001.  | "Front 2 Back" | -                       | #65                              | #42                     | -               |